# Loxotephria
Loxotephria là một chi bướm đêm thuộc họ Geometridae.